# Пугачов
Пугачов (рус. Пугачёв) град је у Русији у Саратовској области.

## Становништво
| 1939.  | 1959.  | 1970.  | 1979.  | 1989.  | 2002.  | 2010.  |
| ------ | ------ | ------ | ------ | ------ | ------ | ------ |
| 24.454 | 32.725 | 33.963 | 39.050 | 40.947 | 41.436 | 41.707 |